# Vassbygdevatnet
Le Vassbygdevatnet est un lac de Norvège situé dans la commune d'Aurland du comté de Sogn og Fjordane. De forme coudée, il se trouve sur le cours de l'Aurlandselva, un fleuve se jetant dans l'Aurlandsfjord.

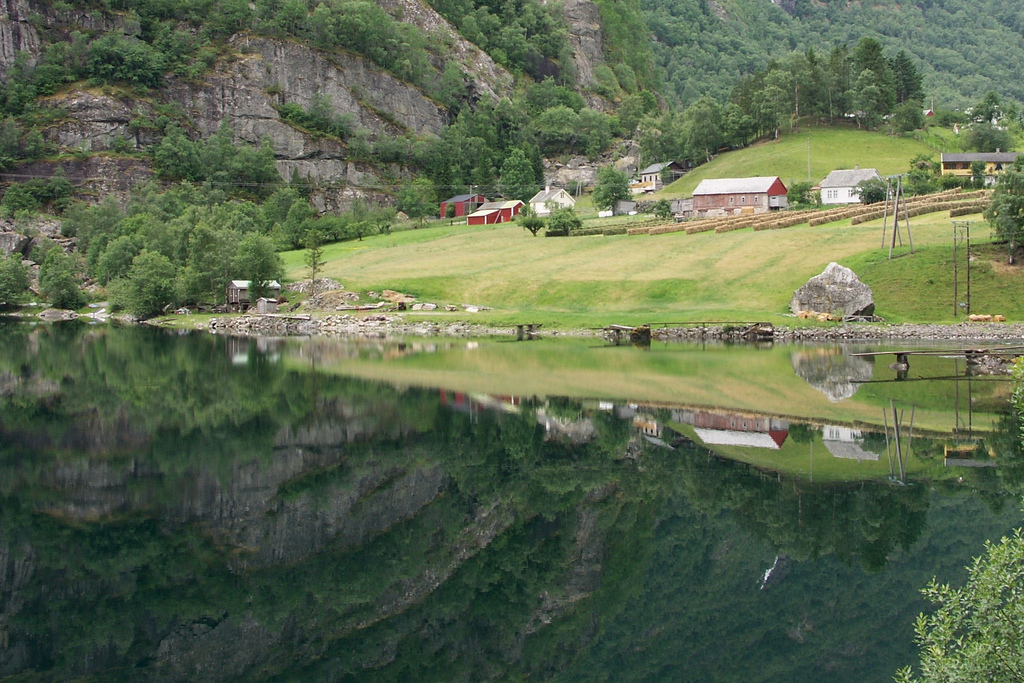
Fermes sur le rivage du Vassbygdevatnet.